# アントニオ・ディ・ナターレ
アントニオ・ディ・ナターレ（Antonio Di Natale, 1977年10月13日 - ）は、イタリア・ナポリ出身の元サッカー選手、現サッカー指導者。元イタリア代表。現役時代のポジションはMF、FW。イタリアでトレクァルティスタと呼ばれる攻撃的MF（日本でのトップ下）や左サイドを主戦場としていた。なお、イタリア語で｢ナターレ｣という言葉は｢クリスマス｣という意味である。
現役引退時のプロフィールは身長170cm・体重73kgだが、エンポリFC時代は身長177cm・体重70kgとなっていた。
2009-10シーズン、2010-11シーズンのセリエA得点王。

## クラブ経歴
ナポリで生まれ育つ。SSCナポリで活躍したディエゴ・マラドーナが子どもの頃のアイドルであった。8歳でサッカーを始め、カステル・チステマを経て、14歳のときにエンポリFCに入団した。1996-97シーズンにセリエBでプロデビューを果たしたが、このクラブには同郷であり幼少時代からの親友のヴィンチェンツォ・モンテッラ、ルカ・トーニも在籍していた。
その後は出番に恵まれず、セリエAに昇格したエンポリを出てセリエC1-C2をレンタルで渡り歩く苦労の日々を過ごすが、1998-99シーズンはセリエC2のACヴィアレッジョにレンタル移籍し、12得点を決める活躍を見せた。1999-2000シーズンに再びセリエBに降格していたエンポリへ復帰するとレギュラーの座を獲得し、2001-02シーズンには38試合16得点の活躍でセリエA昇格の原動力となった。24歳にしてトップリーグの地を踏んだ2002-03シーズンも開幕戦でコモを相手に初出場初得点を挙げるとレッジーナ戦ではハットトリック、シーズン通算27試合に出場し13得点をあげた。
2003-04シーズンにエンポリは降格し、ウディネーゼへ移籍。
2004-05シーズンの4位に貢献し、2005-06シーズンにはUEFAチャンピオンズリーグに初出場。2007-08シーズンは自身最多となる17得点を記録。
2009-10シーズンは得点を量産。2010年にはユヴェントスからオファーを受けたがウディネーゼ残留を決断。5月9日のASバーリ戦でセリエA通算100得点を達成。最終的に29得点で初の得点王（2位に7ゴール差）となり、またオリバー・ビアホフのクラブ最多得点記録を更新した。この活躍でオスカル・デル・カルチョのイタリア人サッカー選手賞を受賞した。
2010-11シーズンは開幕から3ヶ月で2得点と不調が続いたが、11月14日のレッチェ戦でハットトリックを達成すると本来の得点感覚を取り戻し、ウディネーゼが13試合連続無敗を続けている間、15得点を記録。3度のハットトリックを挙げるなど、通算28得点で2年連続の得点王を獲得し、ウディネーゼのチャンピオンズリーグ出場権獲得に貢献した。
2012-13シーズンもセリエAで23ゴールを決める活躍を見せ、2013年ミランが獲得に動くが、ウディネーゼでの引退を希望していた為、オファーを拒否した。
2014年1月6日、2013-14シーズン限りでの現役引退を表明したが、シーズン終了直後に撤回した。
引退撤回後の2014-15シーズンでも以前と同じようにゴールを量産し、2014年11月23日にはセリエAで7人目のリーグ通算200ゴールを達成。
2015-16シーズンにはシリル・テレオー、ドゥバン・サパタとのポジション争いで劣勢に立たされ、シーズン途中に再び現役引退について言及。2016年5月15日に行われたリーグ最終節・カルピFC戦では79分にPKを決め、最後の試合を自らのゴールで飾り、シーズン終了後に現役を引退した。

## 代表経歴
イタリア代表ではジョバンニ・トラパットーニ監督時代の2002年11月20日の親善試合・トルコ戦でデビュー。2004年2月11日のチェコとの親善試合で代表初得点を挙げた。背番号10番を背負った経験もあるが、同じポジションにアレッサンドロ・デル・ピエロが君臨していたため構想から外れ、EURO2004のメンバーからは落選した。監督がマルチェロ・リッピに変わると招集されることは少なくなり、W杯ドイツ大会のメンバーにも落選した。
しかし、W杯優勝を果たしたリッピが勇退し、ロベルト・ドナドーニが監督に就任すると再び代表に返り咲く（ディ・ナターレはセリエAにデビューした頃「ドナドーニの再来」と称されていた。ドナドーニも現役時代はイタリアを代表する名ウインガーであった）。そしてEURO2008予選のウクライナ戦でデル・ピエロと交代でピッチに立つと、実に9年ぶりに同じチームでプレーしたトーニへのクロスでアシストを記録し、続くジョージア戦ではスターティングメンバーに入り、再びアシストを記録する。翌月の親善試合では代表デビューの相手でもあったトルコとの試合にスタメン出場し、得点を挙げた。
2009年11月18日の親善試合・スウェーデン戦では、キャプテンのファビオ・カンナヴァーロや副キャプテンのジャンルイジ・ブッフォンが欠場したことから初めてイタリア代表のキャプテンとして試合に出場した。
2010年のW杯南アフリカ大会では、代表入りし背番号10番で出場した。グループリーグ第3戦のスロバキア戦で得点を挙げたもののイタリアは敗れ、グループリーグ敗退となった。
EURO2012にも代表メンバー入り、グループリーグ初戦のスペイン戦で先制点を挙げるなど、イタリア代表の決勝進出を支えた。

### 監督
2021年4月11日、カッラレーゼ・カルチョの監督に就任した。
2022年7月11日、カッラレーゼ・カルチョの監督を退任したと発表された。

## 人物
2010年にはセリエAのフェアプレー賞を受賞。フランチェスコ・グイドリンは「マナーとプロ意識において、全ての選手の模範である」とディ・ナターレの人格を賞賛している。

## 個人成績
| クラブ                  | シーズン | リーグ   | リーグ戦 | リーグ戦 | カップ | カップ | 国際大会 | 国際大会 | 合計 | 合計 |
| クラブ                  | シーズン | リーグ   | 出場     | 得点     | 出場   | 得点   | 出場     | 得点     | 出場 | 得点 |
| ----------------------- | -------- | -------- | -------- | -------- | ------ | ------ | -------- | -------- | ---- | ---- |
| エンポリ                | 1996-97  | セリエB  | 1        | 0        | 0      | 0      | 0        | 0        | 1    | 0    |
| エンポリ                | 通算     |          | 1        | 0        | 0      | 0      | 0        | 0        | 1    | 0    |
| イペルゾラ (loan)       | 1997-98  | セリエC2 | 33       | 6        | 0      | 0      | 0        | 0        | 33   | 6    |
| イペルゾラ (loan)       | 通算     |          | 33       | 6        | 0      | 0      | 0        | 0        | 33   | 6    |
| ヴァレーゼ (loan)       | 1998     | セリエC1 | 4        | 0        | 0      | 0      | 0        | 0        | 4    | 0    |
| ヴァレーゼ (loan)       | 通算     |          | 4        | 0        | 0      | 0      | 0        | 0        | 4    | 0    |
| ACヴィアレッジョ (loan) | 1998-99  | セリエC2 | 25       | 12       | 0      | 0      | 0        | 0        | 25   | 12   |
| ACヴィアレッジョ (loan) | 通算     |          | 25       | 12       | 0      | 0      | 0        | 0        | 25   | 12   |
| エンポリ                | 1999-00  | セリエB  | 25       | 6        | 5      | 1      | 0        | 0        | 30   | 7    |
| エンポリ                | 2000-01  | セリエB  | 35       | 9        | 3      | 1      | 0        | 0        | 38   | 10   |
| エンポリ                | 2001-02  | セリエB  | 38       | 16       | 4      | 2      | 0        | 0        | 42   | 18   |
| エンポリ                | 2002–03  | セリエA  | 28       | 13       | 5      | 1      | 0        | 0        | 33   | 14   |
| エンポリ                | 2003–04  | セリエA  | 32       | 5        | 2      | 1      | 0        | 0        | 34   | 6    |
| エンポリ                | 2004-05  | セリエB  | 0        | 0        | 1      | 0      | 0        | 0        | 1    | 0    |
| エンポリ                | 通算     |          | 158      | 49       | 20     | 6      | 0        | 0        | 178  | 55   |
| ウディネーゼ            | 2004–05  | セリエA  | 33       | 7        | 5      | 4      | 2        | 0        | 40   | 11   |
| ウディネーゼ            | 2005–06  | セリエA  | 35       | 8        | 3      | 3      | 10       | 4        | 48   | 15   |
| ウディネーゼ            | 2006–07  | セリエA  | 31       | 11       | 2      | 2      | 0        | 0        | 33   | 13   |
| ウディネーゼ            | 2007–08  | セリエA  | 36       | 17       | 1      | 1      | 0        | 0        | 37   | 18   |
| ウディネーゼ            | 2008–09  | セリエA  | 22       | 12       | 1      | 1      | 7        | 3        | 30   | 16   |
| ウディネーゼ            | 2009–10  | セリエA  | 35       | 29       | 3      | 0      | 0        | 0        | 38   | 29   |
| ウディネーゼ            | 2010–11  | セリエA  | 36       | 28       | 2      | 0      | 0        | 0        | 38   | 28   |
| ウディネーゼ            | 2011–12  | セリエA  | 36       | 23       | 1      | 1      | 3        | 5        | 39   | 29   |
| ウディネーゼ            | 2012–13  | セリエA  | 33       | 23       | 1      | 0      | 8        | 3        | 42   | 26   |
| ウディネーゼ            | 2013-14  | セリエA  | 32       | 17       | 2      | 1      | 4        | 2        | 38   | 20   |
| ウディネーゼ            | 通算     |          | 329      | 175      | 21     | 13     | 37       | 17       | 387  | 205  |
| 総通算                  | 総通算   |          | 550      | 242      | 41     | 19     | 37       | 17       | 628  | 278  |

## 代表歴

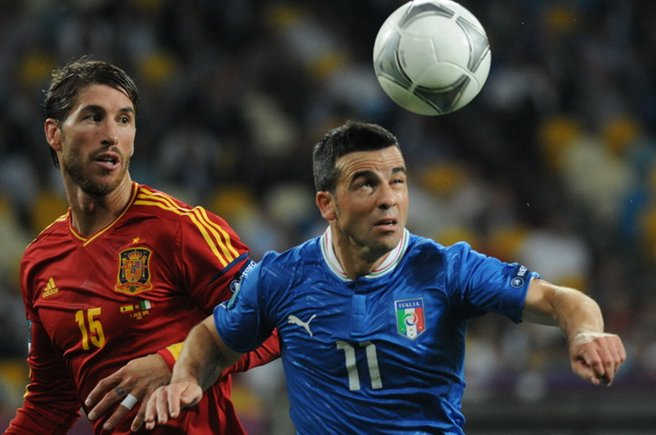
UEFA EURO 2012決勝、セルヒオ・ラモス（左）とボールを競るディ・ナターレ

### 出場大会
- イタリア代表
  - 2010 FIFAワールドカップ

### 試合数
- 国際Aマッチ 42試合 11得点（2002年-2012年）[16]

| イタリア代表 | 国際Aマッチ | 国際Aマッチ |
| 年           | 出場        | 得点        |
| ------------ | ----------- | ----------- |
| 2002         | 1           | 0           |
| 2003         | 2           | 0           |
| 2004         | 1           | 1           |
| 2005         | 0           | 0           |
| 2006         | 4           | 1           |
| 2007         | 7           | 3           |
| 2008         | 10          | 4           |
| 2009         | 5           | 0           |
| 2010         | 6           | 1           |
| 2011         | 0           | 0           |
| 2012         | 6           | 1           |
| 通算         | 42          | 11          |

### 得点
| #   | 開催年月日     | 開催地                                                   | 対戦国     | スコア | 結果 | 試合概要                                |
| --- | -------------- | -------------------------------------------------------- | ---------- | ------ | ---- | --------------------------------------- |
| 1.  | 2004年2月18日  | パレルモ、スタディオ・レンツォ・バルベラ                 | チェコ     | 2–1    | 2–2  | 親善試合                                |
| 2.  | 2006年11月15日 | ベルガモ、スタディオ・アトレティ・アズーリ・ディターリア | トルコ     | 1–0    | 1–1  | 親善試合                                |
| 3.  | 2007年8月22日  | ブダペスト、プシュカーシュ・フェレンツ・シュタディオン   | ハンガリー | 0–1    | 3–1  | 親善試合                                |
| 4.  | 2007年9月12日  | キエフ、オリンピスキ・スタジアム                         | ウクライナ | 0–1    | 1–2  | UEFA EURO 2008予選                      |
| 5.  | 2007年9月12日  | キエフ、オリンピスキ・スタジアム                         | ウクライナ | 1–2    | 1–2  | UEFA EURO 2008予選                      |
| 6.  | 2008年5月30日  | フィレンツェ、スタディオ・アルテミオ・フランキ           | ベルギー   | 1–0    | 3–1  | 親善試合                                |
| 7.  | 2008年5月30日  | フィレンツェ、スタディオ・アルテミオ・フランキ           | ベルギー   | 2–0    | 3–1  | 親善試合                                |
| 8.  | 2008年9月6日   | ラルナカ、アントニス・パパドプーロス・スタジアム         | キプロス   | 0–1    | 1–2  | 2010 FIFAワールドカップ・ヨーロッパ予選 |
| 9.  | 2008年9月6日   | ラルナカ、アントニス・パパドプーロス・スタジアム         | キプロス   | 1–2    | 1–2  | 2010 FIFAワールドカップ・ヨーロッパ予選 |
| 10. | 2010年6月24日  | ヨハネスブルク、エリス・パーク・スタジアム               | スロバキア | 2–1    | 3–2  | 2010 FIFAワールドカップ                 |
| 11. | 2012年6月10日  | グダニスク、PGEアリーナ                                  | スペイン   | 0–1    | 1–1  | UEFA EURO 2012                          |

## タイトル

### 個人
- セリエA得点王 : 2009-10, 2010-11
- セリエA最優秀イタリア人選手 : 2010
- セリエAフェアプレー賞 : 2010
- セリエA　ベストイレブン : 2010-11, 2011-12, 2012-13